# بالد (بشتكوه)
بالد (بالفارسية: بالد) هي قرية تقع في إيران في Poshtkuh Rural District. يقدر عدد سكانها بـ 154 نسمة بحسب إحصاء 2016.